# Campionati italiani di società di atletica leggera
I campionati italiani di società di atletica leggera sono un insieme di tornei nazionali organizzati annualmente dalla Federazione Italiana di Atletica Leggera dal 1931, che assegna, ad una società di atletica leggera, lo scudetto di campione d'Italia di società.

## Struttura
Al contrario della manifestazioni individuali dove gli atleti competono per il risultato individuale, nei campionati di società ad ogni risultato del singolo atleta viene assegnato un punteggio che contribuisce alla classifica della rispettiva squadra nel campionato.

### Fasi regionali
Nei mesi di maggio e giugno viene organizzata una manifestazione a carattere regionale, suddivisa in più fasi, che comporta lo stilamento di classifica nazionale a punti di tutte le squadre a base regionale. Per poter ambire ad un posto nelle finali nazionali, le società devono seguire determinate regole, come la copertura di un prefissato numero di gare durante le fasi regionali.

### Finali nazionali
Le finali di campionato si svolgono in due giornate gara nel mese di giugno, ma fino al 2017 venivano disputate in settembre. La composizione delle finali nazionali, che ha subito diverse variazioni nel corso degli anni, è attualmente organizzata in quattro livelli, ciascuno dei quali ospita dodici squadre, in base alle classifiche stilate alla fine delle fasi regionali. Le divisioni vengono così denominate:
- A Oro
- A Argento
- A Bronzo
- B

La massima serie è denominata A Oro e costituisce la più importante manifestazione di atletica per squadre in Italia. La società che ottiene più punti al termine della manifestazione si classifica prima e ottiene il titolo di campione d'Italia contraddistinto dal classico scudetto da apporre sulle maglie per l'anno successivo. Dall'anno 2008 le squadre militari militano in una competizione separata denominata Coppa Italia, a cui partecipano insieme alle società civili.
Al termine delle finali si attua un meccanismo di promozione-retrocessione per il quale le ultime quattro squadre classificate retrocedono in A Argento, mentre le prime quattro classificate di quest'ultima approdano in A Oro. Il medesimo procedimento si applica a tutte le varie divisioni di campionato. Questo meccanismo è possibile se durante le fasi regionali dell'anno successivo le squadre potenzialmente promosse riescono a confermare un determinato punteggio, diverso per ogni divisione. Qualora una potenziale neo-promossa non riesca a confermare tale punteggio, la migliore delle squadre che devono retrocedere, permane nella divisione in cui era.

## Albo d'oro[1]
Dal 2008 la FIDAL ha deciso di riformare i campionati di società inibendo la partecipazione dei gruppi sportivi militari. I gruppi sportivi militari danno comunque liberatoria ai propri atleti di gareggiarvi con le loro rispettive società civili.
| Anno    | Uomini                             | Donne                            |
| ------- | ---------------------------------- | -------------------------------- |
| 1931    | ASSI Giglio Rosso (1)              | Non disputato                    |
| 1932    | ASSI Giglio Rosso (2)              | Non disputato                    |
| 1933    | ASSI Giglio Rosso (3)              | Non disputato                    |
| 1934    | ASSI Giglio Rosso (4)              | Non disputato                    |
| 1935    | Pro Patria Milano (1)              | Non disputato                    |
| 1936    | ASSI Giglio Rosso (5)              | Non disputato                    |
| 1937    | Pro Patria Milano (2)              | Non disputato                    |
| 1938    | GS Oberdan Milano (3)              | Non disputato                    |
| 1939    | GS Oberdan Milano (4)              | La Filotecnica Milano (1)        |
| 1940    | GS Oberdan Milano (5)              | Venchi Unica Torino (1)          |
| 1941    | GS Oberdan Milano (6)              | Venchi Unica Torino (2)          |
| 1942    | GS Oberdan Milano (7)              | Venchi Unica Torino (3)          |
| 1943/45 | Non disputati                      | Non disputati                    |
| 1946    | Giovinezza Trieste (1)             | Non disputato                    |
| 1947    | Atletica Virtus Lucca (1)          | Venchi Unica Torino (4)          |
| 1948    | Giovinezza Trieste (2)             | Sport Club Milano (1)            |
| 1949    | Società Ginnastica Gallaratese (1) | Sport Club Milano (2)            |
| 1950    | Società Ginnastica Gallaratese (2) | Sportnova Club Torino (1)        |
| 1951    | Società Ginnastica Gallaratese (3) | Sport Club Milano (3)            |
| 1952    | Società Ginnastica Gallaratese (4) | Atletica Torinese Bergamasco (1) |
| 1953    | Società Ginnastica Gallaratese (5) | Sport Club Bergamo (1)           |
| 1954    | Società Ginnastica Gallaratese (6) | Sport Club Bergamo (2)           |
| 1955    | Gruppo Sportivo Pirelli (1)        | Fiat Torino (1)                  |
| 1956    | Fiamme Gialle (1)                  | Fiat Torino (2)                  |
| 1957    | Fiamme Oro (1)                     | Fiat Torino (3)                  |
| 1958    | Fiamme Oro (2)                     | Associazione Sportiva Roma (1)   |
| 1959    | Fiamme Oro (3)                     | Sisport Fiat Torino (4)          |
| 1960    | Fiamme Oro (4)                     | Sisport Fiat Torino (5)          |
| 1961    | Fiamme Oro (5)                     | Associazione Sportiva Roma (2)   |
| 1962    | Sisport Fiat Torino (1)            | Sisport Fiat Torino (6)          |
| 1963    | CUS Roma (1)                       | Sisport Fiat Torino (7)          |
| 1964    | CUS Roma (2)                       | Sisport Fiat Torino (8)          |
| 1965    | CUS Roma (3)                       | Sisport Fiat Torino (9)          |
| 1966    | CUS Roma (4)                       | CUS Roma (1)                     |
| 1967    | Fiamme Gialle (2)                  | CUS Roma (2)                     |
| 1968    | Fiamme Gialle (3)                  | Sisport Fiat Torino (10)         |
| 1969    | Fiamme Gialle (4)                  | CUS Roma (3)                     |
| 1970    | Fiamme Gialle (5)                  | SNIA Libertas Torino (1)         |
| 1971    | Fiamme Gialle (6)                  | CUS Roma (4)                     |
| 1972    | Atletica Rieti (1)                 | Sisport Fiat Torino (11)         |
| 1973    | Fiamme Gialle (7)                  | Sisport Fiat Torino (12)         |
| 1974    | Atletica Rieti (2)                 | SNIA Milano (1)                  |
| 1975    | Atletica Rieti (3)                 | SNIA Libertas Torino (2)         |
| 1976    | Atletica Rieti (4)                 | SNIA Milano (2)                  |

| Anno | Uomini                         | Donne                        |
| ---- | ------------------------------ | ---------------------------- |
| 1977 | Fiamme Gialle (8)              | Fiat OM Brescia (1)          |
| 1978 | Sisport Fiat Torino (2)        | SNIA Milano (3)              |
| 1979 | Sisport Fiat Torino (3)        | SNIA Milano (4)              |
| 1980 | Sisport Fiat Torino (4)        | SNIA Milano (5)              |
| 1981 | Fiamme Oro (6)                 | SNIA Milano (6)              |
| 1982 | Fiamme Oro (7)                 | SNIA Milano (7)              |
| 1983 | Pro Patria Milano (8)          | Sisport Fiat Torino (13)     |
| 1984 | Pro Patria Milano (9)          | Sisport Fiat Torino (14)     |
| 1985 | Pro Patria Milano (10)         | SNIA Milano (8)              |
| 1986 | Fiamme Oro (8)                 | SNIA Milano (9)              |
| 1987 | Pro Patria Milano (11)         | SNIA Milano (10)             |
| 1988 | Fiamme Oro (9)                 | SNIA Milano (11)             |
| 1989 | Fiamme Oro (10)                | SNIA Milano (12)             |
| 1990 | Pro Patria Milano (12)         | Società Sportiva Snam (1)    |
| 1991 | Fiamme Azzurre (1)             | SNIA Milano (13)             |
| 1992 | Fiamme Oro (11)                | Sisport Fiat Torino (15)     |
| 1993 | Fiamme Azzurre (2)             | Società Sportiva Snam (2)    |
| 1994 | Fiamme Azzurre (3)             | Società Sportiva Snam (3)    |
| 1995 | Fiamme Oro (12)                | CUS Palermo (1)              |
| 1996 | Fiamme Azzurre (4)             | Società Sportiva Snam (4)    |
| 1997 | Fiamme Gialle (9)              | Società Sportiva Snam (5)    |
| 1998 | Fiamme Gialle (10)             | Società Sportiva Snam (6)    |
| 1999 | Fiamme Gialle (11)             | Società Sportiva Snam (7)    |
| 2000 | Fiamme Gialle (12)             | Società Sportiva Snam (8)    |
| 2001 | Carabinieri (1)                | Società Sportiva Snam (9)    |
| 2002 | Fiamme Gialle (13)             | SAI Assicura (1)             |
| 2003 | Fiamme Gialle (14)             | Fondiaria SAI Atletica (2)   |
| 2004 | Fiamme Gialle (15)             | Fondiaria SAI Atletica (3)   |
| 2005 | Fiamme Gialle (16)             | Fondiaria SAI Atletica (4)   |
| 2006 | Fiamme Gialle (17)             | Fondiaria SAI Atletica (5)   |
| 2007 | Fiamme Gialle (18)             | Fondiaria SAI Atletica (6)   |
| 2008 | Assindustria Sport (1)         | Fondiaria SAI Atletica (7)   |
| 2009 | Atletica Riccardi (1)          | Fondiaria SAI Atletica (8)   |
| 2010 | Atletica Vomano (1)            | Fondiaria SAI Atletica (9)   |
| 2011 | Atletica Riccardi (2)          | Audacia Record Atletica (10) |
| 2012 | Atletica Riccardi (3)          | Audacia Record Atletica (11) |
| 2013 | Studentesca Rieti (1)          | ACSI Italia Atletica (12)    |
| 2014 | Atletica Riccardi (4)          | ACSI Italia Atletica (13)    |
| 2015 | Atletica Riccardi (5)          | Bracco Atletica (1)          |
| 2016 | Enterprise Sport & Service (1) | ACSI Italia Atletica (14)    |
| 2017 | Enterprise Sport & Service (2) | Bracco Atletica (2)          |
| 2018 | Studentesca Rieti (2)          | Studentesca Rieti (1)        |
| 2019 | Athletic Club 96 (1)           | Atletica Brescia 1950 (1)    |
| 2020 | Athletic Club 96 (2)           | Atletica Brescia 1950 (2)    |
| 2021 | Enterprise Sport & Service (3) | Atletica Brescia 1950 (3)    |
| 2022 | Athletic Club 96 (3)           | Atletica Brescia 1950 (4)    |
| 2023 | Atletica Firenze Marathon (1)  | Atletica Brescia 1950 (5)    |
| 2024 | Athletic Club 96 (4)           | Atletica Brescia 1950 (6)    |
| 2025 |                                |                              |

### Plurivincitori
Uomini
- 18 vittorie:  Fiamme Gialle
- 12 vittorie:  Fiamme Oro,  Pro Patria Milano
- 6 vittorie:  Società Ginnastica Gallaratese
- 5 vittorie:  ASSI Giglio Rosso,  Atletica Riccardi

Donne
- 15 vittorie:  Sisport
- 14 vittorie:  ACSI Italia Atletica
- 13 vittorie:  SNIA Milano
- 9 vittorie:  Società Sportiva Snam